# HD 141168
HD 141168，又名CP-52 8944，SAO 243022、HR 5869，是一颗恒星，视星等为5.77，位于銀經327.83，銀緯0.8，其B1900.0坐标为赤經15h 42m 31.7s，赤緯-52° 0.8′ 7″。